# NGC 7402
NGC 7402 في الفهرس العام الجديد، هي مجرة، تقع في كوكبة الحوت. اكتشفت في 2 أكتوبر 1856 بواسطة ويليام بارسونز.

## روابط خارجية
- NGC 7402 على موقع ويكي سكاي: DSS2, SDSS, GALEX, IRAS, Hydrogen α, X-Ray, Astrophoto, Sky Map, Articles and images